# لرننژ
شهر لرننژ (به فرانسوی: Lo-Reninge) در شهرستان دیکسمویید در استان فلاندری غربی در منطقه فلاندری در کشور بلژیک واقع شده‌است.